# Scyphostachys
Scyphostachys là một chi thực vật có hoa trong họ Thiến thảo (Rubiaceae).

## Loài
Chi Scyphostachys gồm các loài: